# Сапега, Адам Стефан
Адам Стефан Станислав Бонифаций Юзеф Сапега (пол. Adam Stefan Stanisław Bonfatiusz Józef Sapieha; 14 мая 1867, Красичин, Австро-Венгрия — 23 июля 1951, Краков, Польша) — польский кардинал. Епископ Кракова с 27 ноября 1911 по 28 октября 1925. Архиепископ Кракова с 28 октября 1925 по 23 июля 1951. Кардинал-священник с 18 февраля 1946, с титулом церкви Санта-Мария-Нуова с 22 февраля 1946.

## Биография
Представитель польско-литовского княжеского рода Сапег герба «Лис». Младший (пятый) сын князя Адама Станислава Сапеги (1828—1903) и княгини Ядвиги Клементины Сапеги (урожденной княжны Сангушко) (1830—1918).
Учился в 4-й высшей гимназии Львова, аттестат зрелости получил 8 июля 1886 года. Поступил на отделение права Венского университета, но здесь не учился. С октября 1886 по август 1887 год с братом Яном Петром слушал лекции в местном «Institut Catholique» в Лилле. На основании документов из Вены учился на юридическом отделе Ягеллонского университета, 26 июля 1888 года сдал государственный экзамен. С 1 октября 1890 до 31 июля 1894 изучал теологию. Был рукоположен в диаконы 1 октября 1893 года во Львове.
После теологических исследований львовский католический архиепископ Северин Титус Моравский назначил его в 1894 году викарием в приход в городе Язловец. Здесь Адам Стефан Сапега выполнял функции диакона интерната для девушек из земянских (дворянских) семей при монастыре Ордена Сестер Непорочного Зачатия Пречистой Девы Марии (основательница — Марцелина Даровская). Уволен с должности викария в 1895 году, вместе с иезуитом Мартином Черминським уехал на реколлекции в Верхней Силезии в сентябре этого года.
23 сентября 1897 года Северин Тит Моравский назначил его вице-ректором Духовной семинарии, секретарем суда диоцизианского и митрополичьего, референтом консистора. 4 марта 1914 года стал тайным советником.
Не присоединялся ни к одному из политических течений, не верил намерениям правительства Австро-Венгрии.
По смерти Генрика Сенкевича разрешил провести 20 ноября 1916 года траурную мессу по умершему, но отказал просьбе Игнация Падеревского похоронить писателя в Мариацком костеле, сказав, что для заслуженных поляков должна быть построена специальная крипта.
Не поддерживал церковную политику правительства ІІ Речи Посполитой после переворота 1926 года.
В письмах к папам Пию XI (2 февраля 1939) и Пию ХІІ (25 марта 1939) просил освободить его от обязанностей архиепископа Краковского по состоянию здоровья. Через некоторое время изменил своё мнение по поводу положения в стране.
После начала Второй мировой войны архиепископ краковский Адам Стефан Сапега оставался в Кракове, не поддавшись уговорам покинуть Польшу. Духовенству приказал не покидать приходов.
23 февраля 1946 года получил шляпу кардинала Римско-Католической церкви, стал членом Священных Конгрегаций по делам Восточной Церкви, семинарий и университетов.
84-летний кардинал Адам Стефан Сапега скончался в 7.15 утра 23 июля 1951 года в епископском дворце в Кракове. Похоронная церемония началась 25 июля, продолжалась до 28 числа. Речь произнёс польский примас Польши Стефан Вышиньский. Был похоронен в кафедральном соборе Вавеля (крипта под «конфессией» Святого Станислава).